# إم جونج يون
إم جونج يون (بالكورية: 임정은) هي ممثلة كورية جنوبية. ولدت يوم 31 مارس 1981 في بوسان في كوريا الجنوبية.

## روابط خارجية
- إم جونج يون على موقع IMDb (الإنجليزية)
- إم جونج يون على موقع قاعدة بيانات الفيلم (الإنجليزية)